# 安心站
安心站（：／ Ansim yeok */?）副站名革新都市·尖複團地（혁신도시·첨복단지），是大邱地鐵1號線的車站，位於韓國大邱廣域市東區槐田洞。

## 車站構造
站體為1面2線曲線式設計島式月台的地下車站，候車月台設有月台幕門，並有5處出口。
本站是1號線唯一一座島式月台車站。

### 月台配置
| 角山 ↑   |
| 下 上 \| |
| 起終點站 |

| 月台 | 路線               | 目的地                       |
| ---- | ------------------ | ---------------------------- |
| 上行 | ●大邱都市铁道1号线 | 半月堂、中央路、舌化椧谷方向 |
| 下行 | ●大邱都市铁道1号线 | 此站終着                     |

## 歷史
- 1998年5月2日：落成啟用。

## 車站周邊
- 安心車輛基地（朝鲜语：안심차량사업소）
- 安心3洞派出所
- 大林檢驗所
- 新西革新都市（朝鲜语：신서혁신도시）
- 中央身體檢査所（朝鲜语：중앙신체검사소）
- 大邱慶北地方兵務廳
- 大邱慶北徵兵檢査場

## 圖片

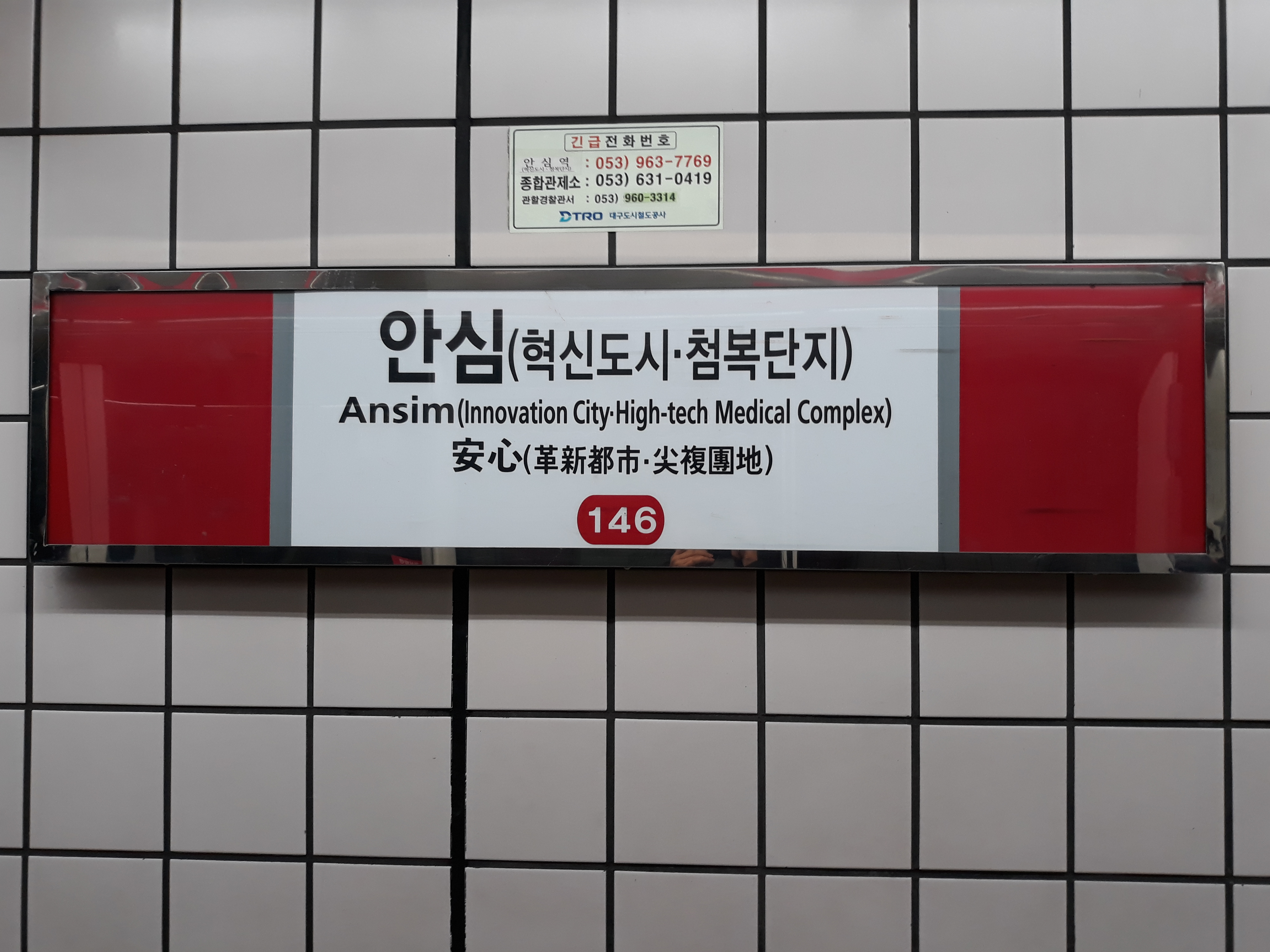
站名牌
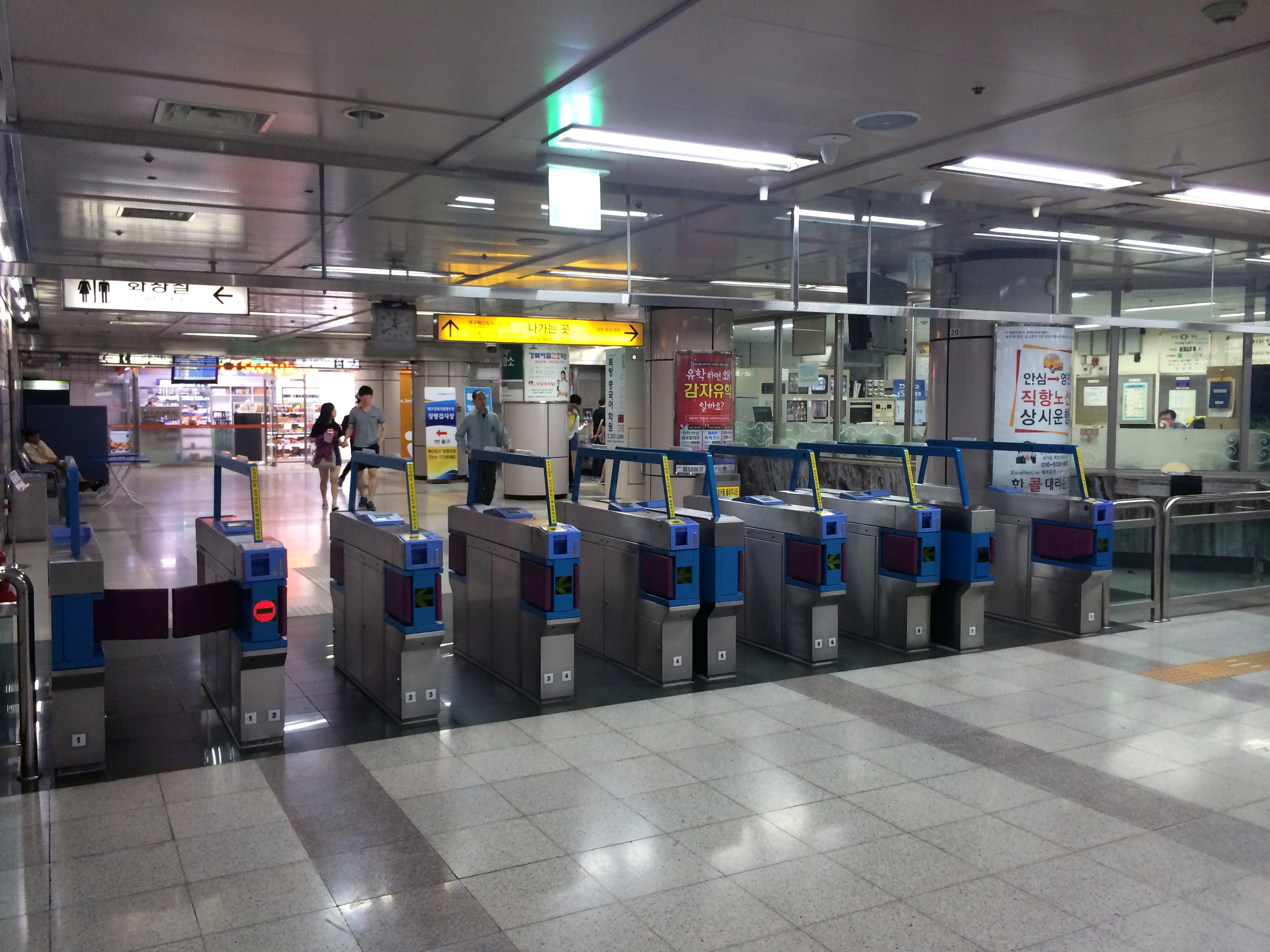
剪票閘口
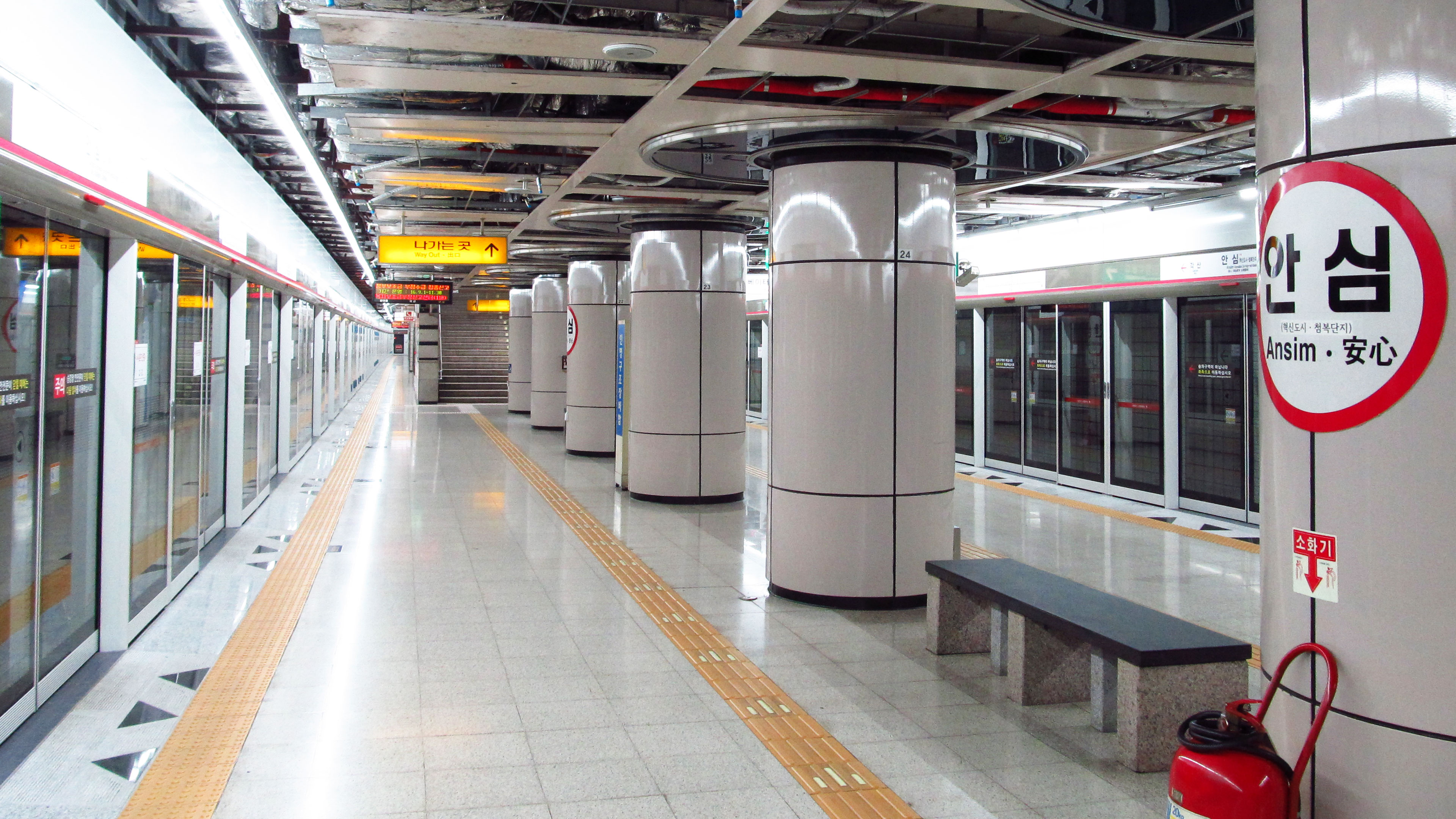
候車月台
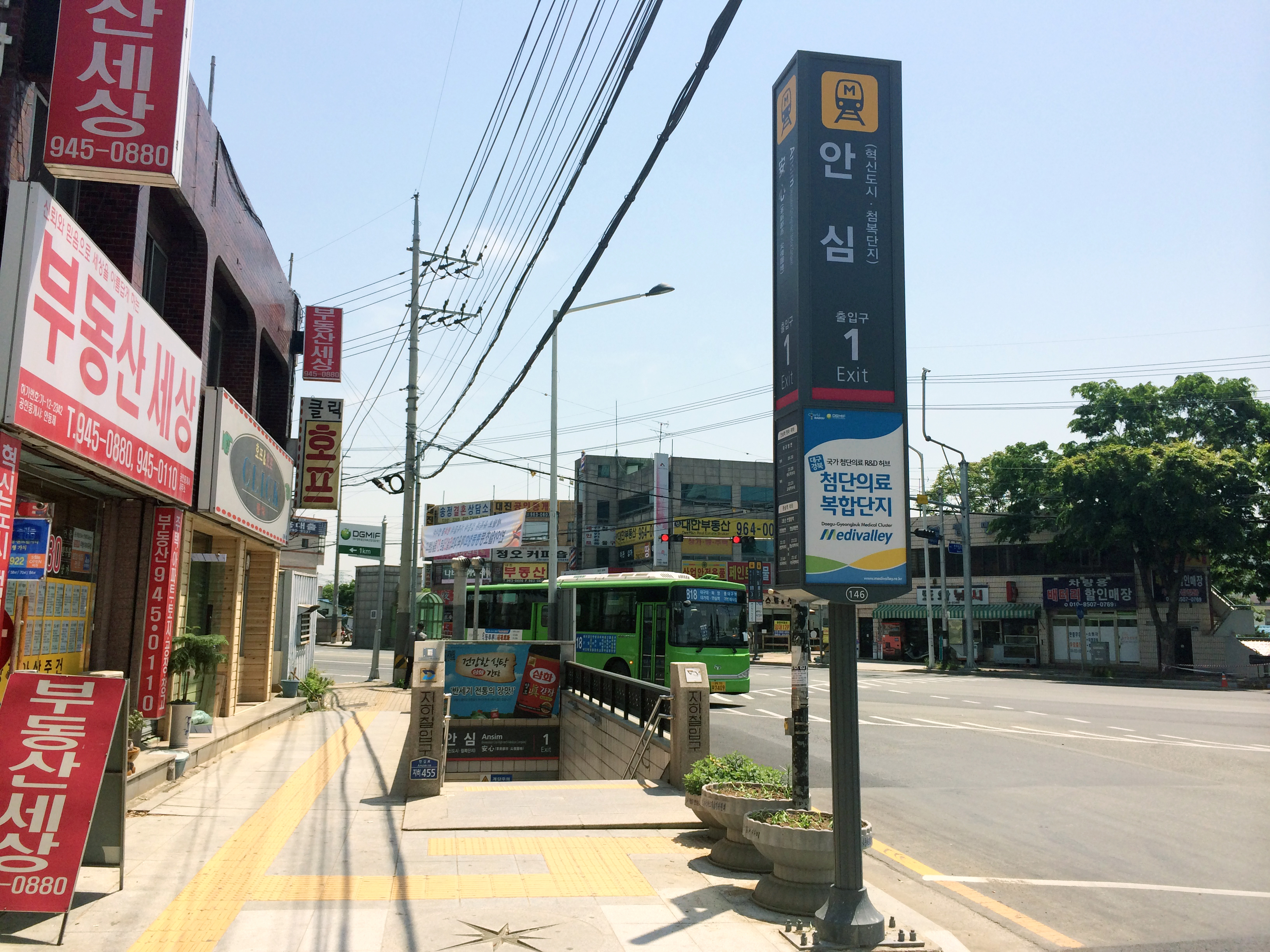
1號出口
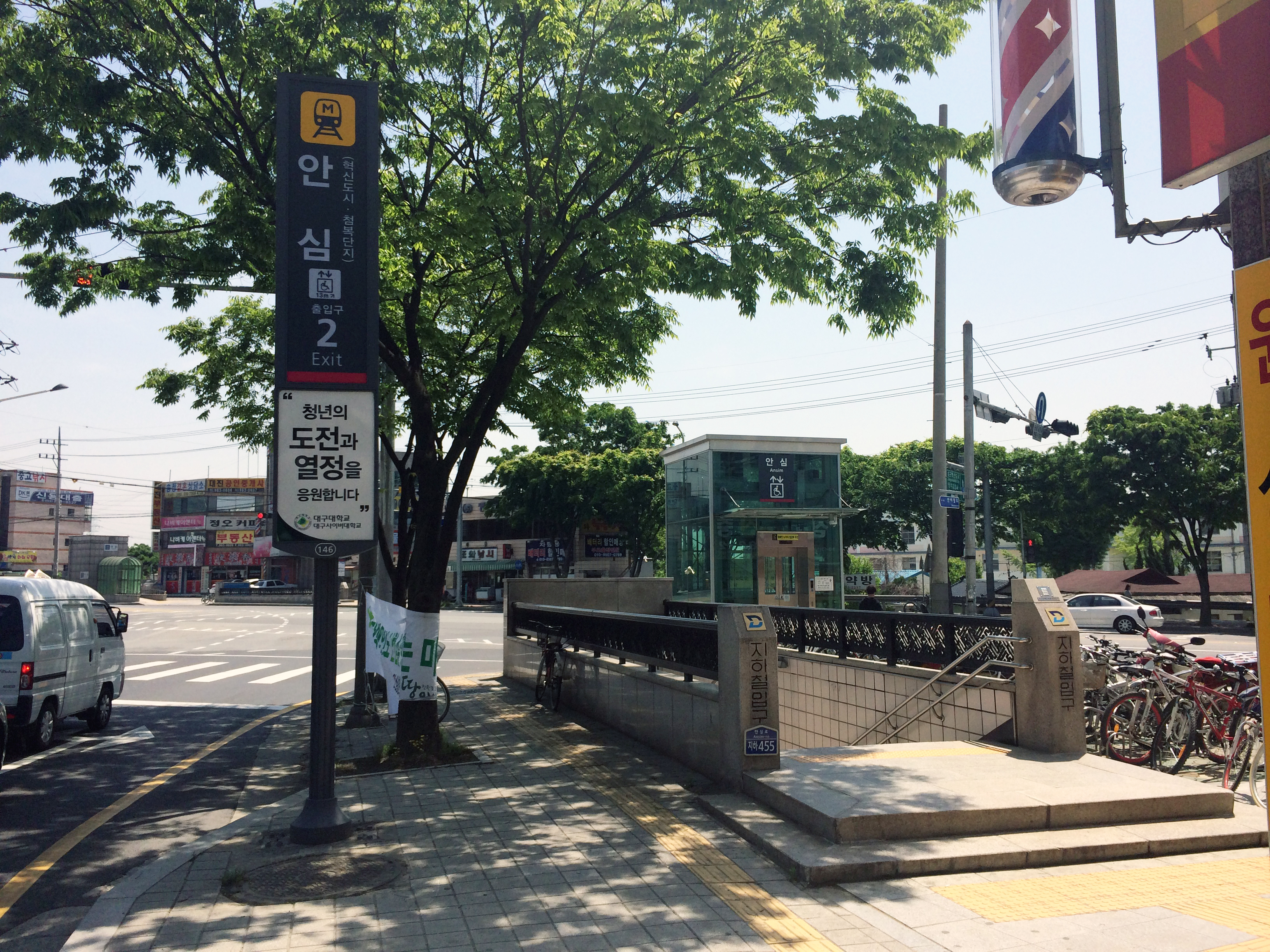
2號出口
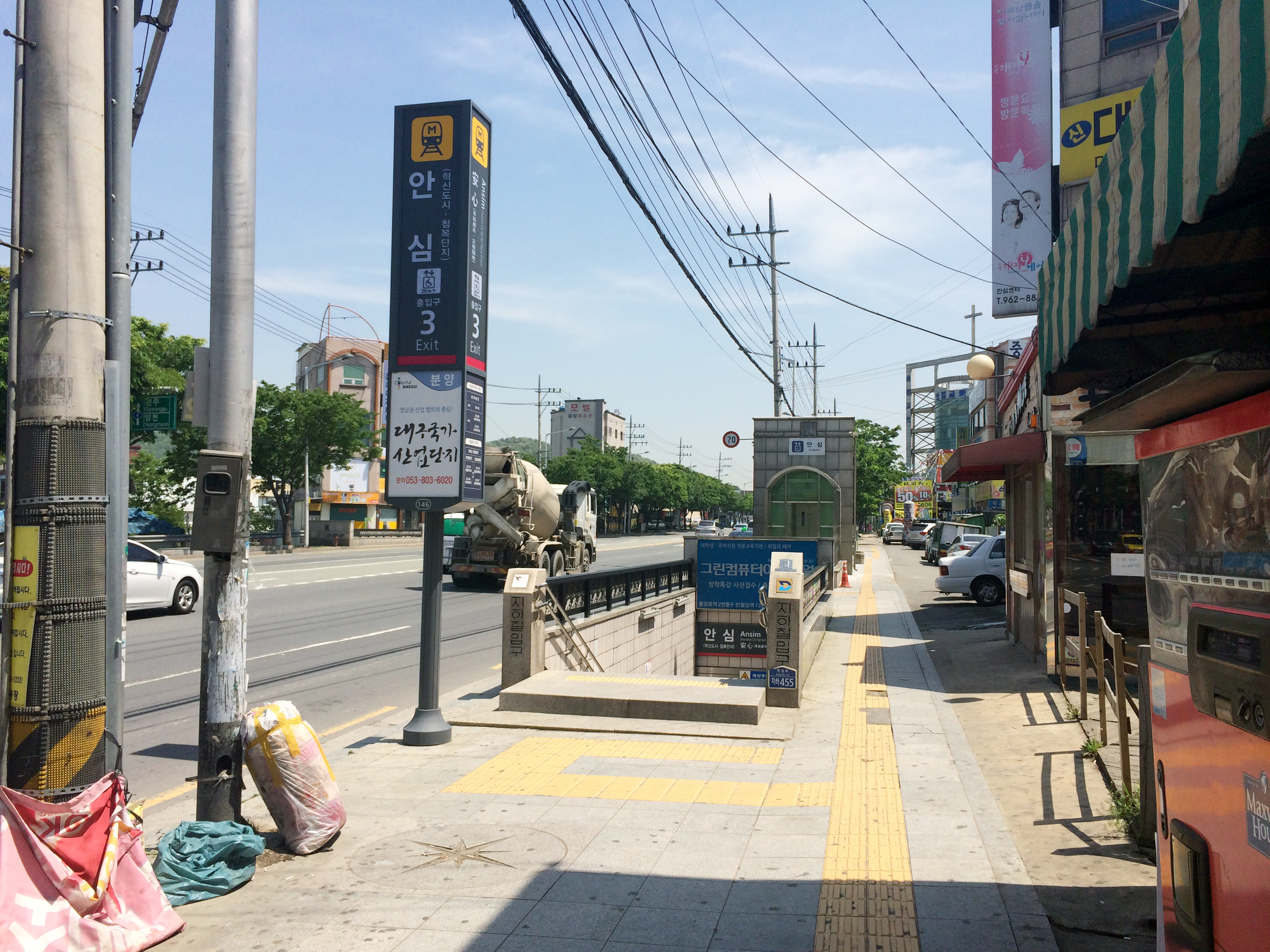
3號出口
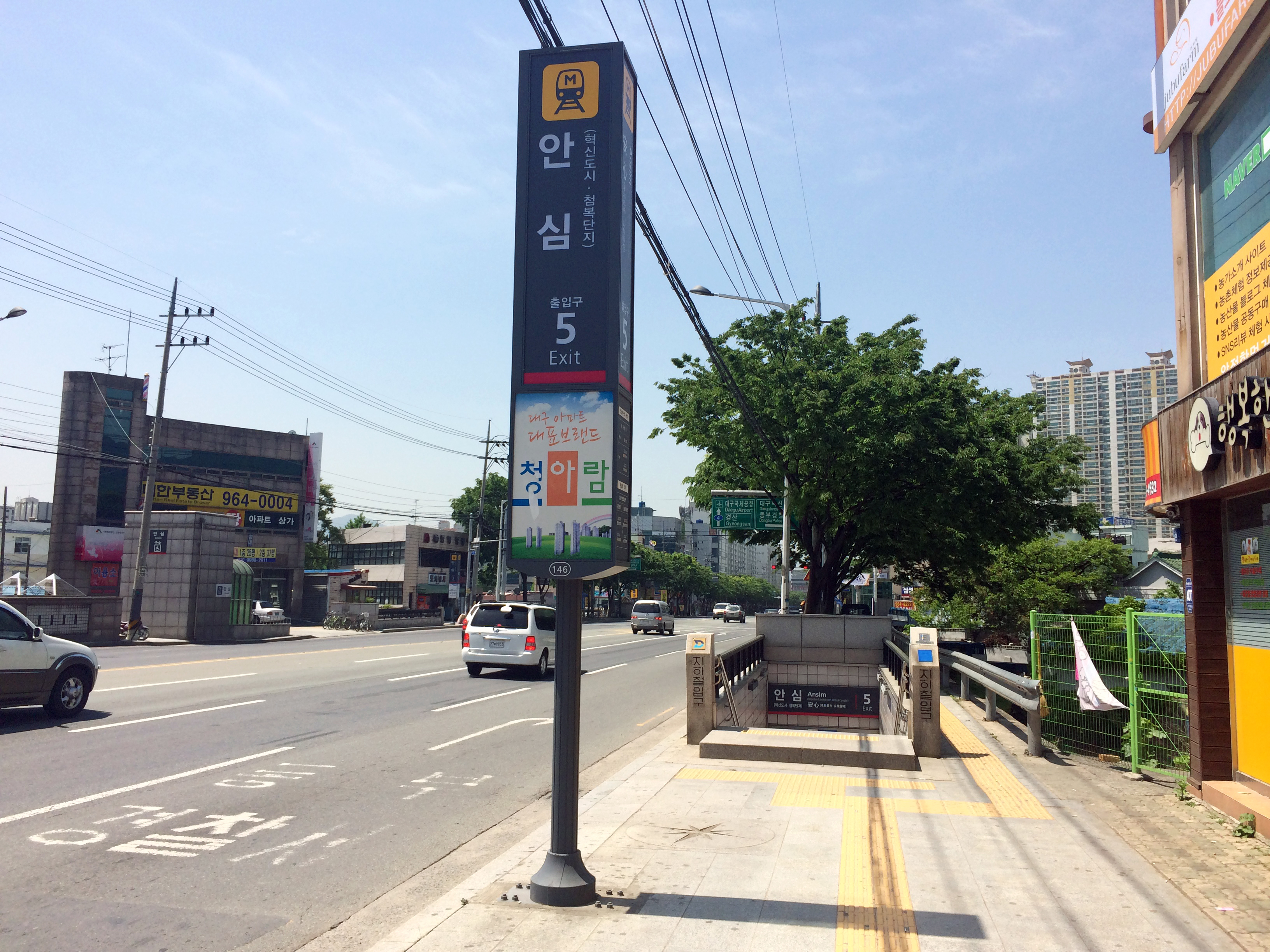
5號出口

## 相鄰車站
大邱都市鐵道公社
●大邱都市铁道1号线
角山（145）－安心（146） - 大邱韓醫大病院（147）